# Maya Angelou
(Maya Angelou, dalla poesia Still I rise)
Maya Angelou, nata Marguerite Annie Johnson (Saint Louis, 4 aprile 1928 – Winston-Salem, 28 maggio 2014), è stata una poetessa, attrice e ballerina statunitense.

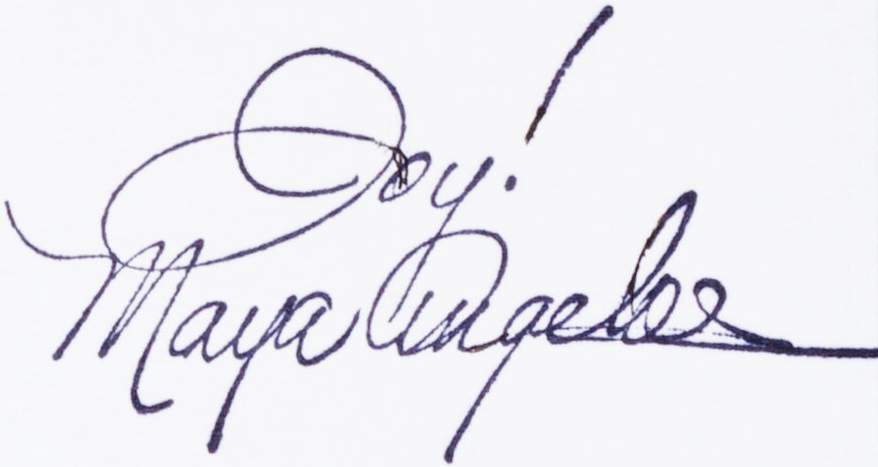
Firma di Maya Angelou

Nell'arco di mezzo secolo ha pubblicato un'autobiografia divisa in sette parti, tre libri di saggistica e numerose raccolte di poesia, oltre a libri per bambini, drammi teatrali, sceneggiature e programmi televisivi. Ha ricevuto decine di premi e più di cinquanta lauree honoris causa. Maya Angelou è celebre soprattutto per le sette autobiografie incentrate sulle sue esperienze adolescenziali e della prima maturità. Con la prima autobiografia, Il canto del silenzio (1969, titolo originale: I Know Why the Caged Bird Sings), nella quale racconta la propria vita fino all'età di diciassette anni, ha incontrato un enorme successo e apprezzamento internazionale.

## Biografia

### Infanzia
Nata a Saint Louis (Missouri) nel 1928, in seguito al divorzio del matrimonio "disastroso" dei suoi genitori, Maya, di 4 anni, e suo fratello Bailey, di 5, vennero mandati a Stamps, in Arkansas, dalla nonna materna, "Mama" Annie, che li accudì amorevolmente finché il padre non tornò improvvisamente e li riaffidò alla loro madre, con la quale tornarono a vivere a Saint Louis. Proprio qui, una sera, il fidanzato della madre, di nome Freeman, violentò Maya, all'epoca di soli 8 anni. Ella raccontò poi tutto al fratello, che poi lo raccontò alla madre, che fece immediatamente incarcerare l'uomo che quattro giorni dopo fu assassinato dallo zio di Maya, Willie.

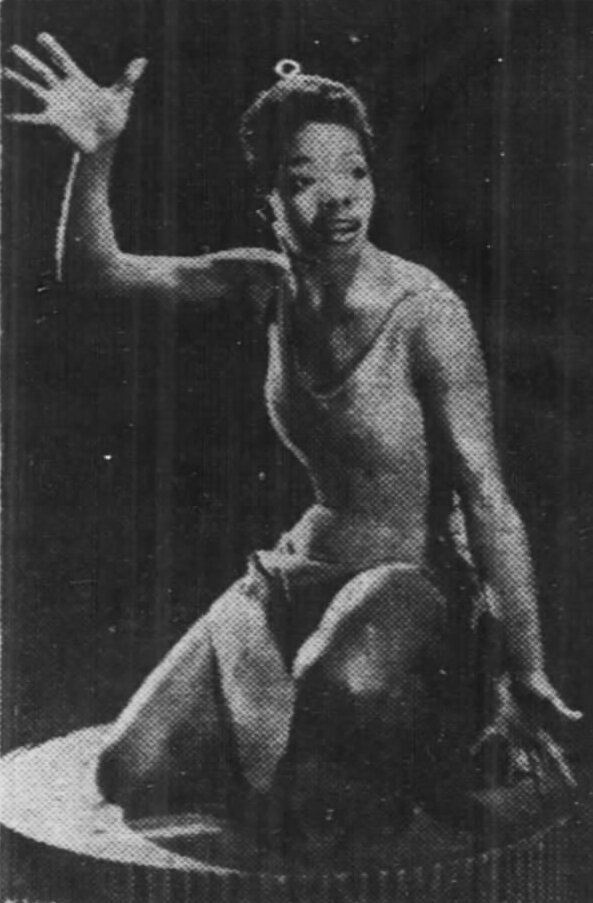
Maya nel 1957, quando faceva la ballerina

Nel 2005, scrivendo su The Guardian, la Angelou dichiarò: "All'epoca pensai, 'la mia voce l'ha ucciso'; ho ucciso io quell'uomo, perché ho pronunciato il suo nome. E poi pensai che non ne avrei mai più parlato, perché la mia voce avrebbe ucciso chiunque."
Tornata nelle cure della nonna, Maya frequentò la Lafayette County Training School di Stamps, dove conobbe un'insegnante, Bertha Flowers, che, come scrisse poi, l'introdusse nel mondo della cultura e letteratura facendole conoscere grandi autori della letteratura inglese, come Charles Dickens, William Shakespeare e Edgar Allan Poe, classici, come Tacito, Terenzio e Saffo, e anche autrici nere come Frances Harper e Anne Spencer.

### Prima di iniziare a scrivere
Ragazza madre all'età di 18 anni (di suo figlio Clyde, che poi cambiò il suo nome in Guy Johnson), Angelou svolse i lavori più diversi, tra cui la tranviera, la cameriera, la cuoca, la mezzana, la prostituta, la spogliarellista, la ballerina e la cantante; fece anche parte del cast dell'opera di George Gershwin Porgy and Bess, la giornalista in Egitto e l'insegnante nel Ghana durante il periodo della decolonizzazione, la coordinatrice dell'associazione per i diritti civili Southern Christian Leadership Conference, la compositrice, la scrittrice, l'attrice, l'autrice, regista e produttrice di drammi teatrali e programmi televisivi.
Dal 1982 era stata docente alla Wake Forest University di Winston-Salem, nella Carolina del Nord, di cui deteneva la cattedra Reynolds di primo professore a vita in studi americani. Attiva nel movimento per i diritti civili, aveva lavorato a fianco di Malcolm X, conosciuto nel Ghana, e, dopo il suo assassinio, con Martin Luther King.
Dagli anni novanta partecipò a circa ottanta conferenze l'anno, attività che continuò a svolgere anche dopo gli ottant'anni.

## Carriera

### Il successo
Nel 1993 Maya Angelou ha declamato la sua poesia «On the Pulse of Morning» alla cerimonia di insediamento alla presidenza di Bill Clinton, in questo risultando il primo poeta a recitare un proprio testo all'inaugurazione presidenziale dai tempi in cui, nel 1961, Robert Frost lesse i propri versi durante l'insediamento di John F. Kennedy.
Con Il canto del silenzio, Maya Angelou ha parlato di aspetti della propria vita privata, compresa l'esperienza traumatica vissuta da piccola, con una efficacia che l'ha portata ad esser ritenuta una portavoce sia delle istanze della popolazione afroamericana che delle donne nere, al punto che le sue opere vengono considerate un baluardo della cultura afroamericana e femminista. Benché vi siano stati tentativi di bandire i suoi libri in alcune biblioteche statunitensi, le sue opere sono ampiamente studiate nelle scuole e negli atenei anche fuori degli Stati Uniti.
Le opere più importanti di Angelou sono state etichettate come romanzi autobiografici, ma molti critici le considerano delle vere e proprie autobiografie. Maya Angelou ha compiuto un deliberato tentativo di opporsi alla struttura tipica dell'autobiografia, attraverso una messa in discussione, una rielaborazione e un accrescimento di questo genere letterario. I suoi libri sono incentrati su temi come il razzismo, l'identità, la famiglia e i viaggi.

### La poesia
Nota soprattutto per le sue autobiografie, Angelou è anche una poetessa affermata. Riguardo alla poesia, la critica è divisa tra coloro che ritengono di poco conto i suoi versi e coloro che ritengono che i criteri tipici adottati nell'interpretazione stilistica della sua opera poetica siano inadeguati a valutarla, nella misura in cui la sua poesia si riallaccia in modo originale alla tradizione orale afroamericana di oratori quali Frederick Douglass, Martin Luther King, Jr. e Malcolm X. Di fatto, un'ampia attenzione critica alla sua opera in versi è cominciata solo a partire dalla coinvolgente lettura di «On the Pulse of Morning» del 1993 durante l'insediamento del presidente Clinton, nonostante, fin dal 1971, abbia prodotto numerosi volumi di poesia con riscontro di vendite pari a quello delle autobiografie.
In Italia sono usciti la raccolta di saggi Il semplice viaggio del cuore (1993, tit. or.: Wouldn't Take Nothing for My Journey Now), edito da Guanda nella traduzione di Laura Noulian nel 1994, e, per Frassinelli, i primi due volumi autobiografici Il canto del silenzio e Unitevi nel mio nome (1974, tit. or.: Gather Together in My Name), rispettivamente nel 1996 e nel 1999, entrambi nella traduzione di Maria Luisa Cantarelli.

## Morte
Maya Angelou muore nel 2014 e, come secondo la sua volontà, il suo corpo è stato cremato.

## Riconoscimenti
Oltre alla copiosa mole di dottorati ricevuti dalle università, Maya Angelou ha vinto numerosi premi letterari e per i diritti civili, onorificenze statali e di singoli gruppi di interesse. È stata finalista, tra l'altro, del Premio Pulitzer per la poesia con la sua prima raccolta di versi Just Give Me a Cool Drink of Water 'fore I Diiie; ha ottenuto una nomination al Tony Award come migliore attrice non protagonista del dramma teatrale Look Away di Jerome Kilty (1973); ha vinto tre premi Grammy per il miglior album parlato. È stata nominata due volte membro di comitati e commissioni della Presidenza degli Stati Uniti (1975-76 e 1977); le è stata conferita la Medaglia nazionale delle arti dal Congresso nel 2000 e la Medaglia presidenziale della libertà da Barack Obama nel 2011.
Oggi Maya Angelou è unanimemente considerata un'importantissima esponente della difesa dei diritti civili e una rilevante portavoce della cultura afroamericana.

## Opere[14]

### Poesie
- Just Give Me a Cool Drink of Water 'fore I Diiie, 1971

### Autobiografie
- Singin' and swingin' and gettin' Merry like Christmas, 1976
- The heart of a woman, 1981
- All God's children need traveling shoes, 1986
- Gather together in my name, 1974, trad. it. Unitevi nel mio nome, 1999
- A song flung up to heaven, 2002
- Mom & me & mom, 2013

### Saggistica
- Wouldn't take nothing for my journey no, 1993, trad. it. Il semplice viaggio del cuore, 1994

## Filmografia

### Attrice

#### Cinema
- Calypso Heat Wave, regia di Fred F. Sears (1957)
- Porgy and Bess, regia di Otto Preminger (1959)
- Poetic Justice, regia di John Singleton (1993)
- The Journey of August King, regia di John Duigan (1995)
- Gli anni dei ricordi, regia di Jocelyn Moorhouse (1995)
- Elmo Saves Christmas, regia di Emily Squires (1996)
- Riunione di famiglia con pallottole, regia di Tyler Perry (2006)

#### Televisione
- Radici – miniserie TV (1977)
- There Are No Children Here – Film TV, regia di Anita W. Addison (1993)
- Il tocco di un angelo – serie TV, (1995)
- Moesha – serie TV, (1999)
- The Runaway – Film TV, regia di Arthur Allan Seidelman (2000)